# Parlamentsvalet i Indien 1980
Parlamentsvalet i Indien 1980 var ett allmänt val i Indien i januari 1980, med syfte att utse den sjunde Lok Sabhan, landets direktvalda underhus. Lok Sabha hade då 545 ledamöter. Valdeltagandet var 59,62%.

## Mandatfördelning
Först listas partier erkända som National Parties, sedan partier erkända som State Parties och sist icke erkända partier som vunnit mandat. Icke erkända partier som inte vunnit något mandat listas inte.
| Parti                                                   | Förkortning | Andel röster | Mandat |
| ------------------------------------------------------- | ----------- | ------------ | ------ |
| Communist Party of India                                | CPI         | 2,49         | 10     |
| Communist Party of India (Marxist)                      | CPI(M)      | 6,24         | 37     |
| Indian National Congress (Indira)                       | INC         | 42,69        | 353    |
| Indian National Congress (U)                            | INC(U)      | 5,28         | 13     |
| Janata Party                                            | JP          | 18,97        | 31     |
| Janata Party (Secular)                                  | JP(S)       | 9,39         | 41     |
| All India Anna Dravida Munnetra Kazhagam                | AIADMK      | 2,36         | 2      |
| All India Forward Bloc                                  | AIFB        | 0,51         | 3      |
| All India Muslim League                                 | AIML        | 0,1          | 0      |
| Dravida Munnetra Kazhagam                               | DMK         | 2,14         | 16     |
| Indian Union Muslim League                              | IUML        | 0,24         | 2      |
| Jammu & Kashmir National Conference                     | NC          | 0,25         | 3      |
| Kerala Congress                                         | KC          | 0,18         | 1      |
| Maharashtrawadi Gomantak Party                          | MGP         | 0,06         | 1      |
| Manipur Peoples Party                                   | MPP         | 0,02         | 0      |
| Peoples Party of Arunachal                              | PPA         | 0,04         | 0      |
| Peoples Conference                                      | PC          | 0,03         | 0      |
| Peasants and Workers Party of India                     | PWPI        | 0,24         | 0      |
| Revolutionary Socialist Party                           | RSP         | 0,65         | 4      |
| Shiromani Akali Dal                                     | SAD         | 0,71         | 1      |
| Sikkim Congress (Revolutionary)                         | SC(R)       | 0,01         | 0      |
| Sikkim Janata Parishad                                  | SJP         | 0,02         | 1      |
| Tripura Upajati Juba Samiti                             | TUJS        | 0,06         | 0      |
| United Democratic Front                                 | UDF         | 0,07         | 0      |
| Jharkhand Party                                         | JKP         | 0,13         | 1      |
| Oberoende                                               | -           | 6,43         | 9      |
| Utsedda av presidenten för den angloindiska minoriteten | -           | -            | 2      |